# ファーストエアートランスポート
ファーストエアートランスポート株式会社（英: First Air Transport Co., Ltd.）は、東京都江東区の東京ヘリポート内に本社を置く
ヘリコプターによる鉄道施設の点検や調査飛行、遊覧飛行を行っている。
2023年（令和5年）3月31日、中日本航空がJR東海より当社の全株式及び格納庫機体すべてを買収した。

## 沿革
- 1990年（平成2年）2月28日 - 設立。

## 事業所
- 本社・東京事業所（東京都江東区 東京ヘリポート内）
- 名古屋事業所（愛知県西春日井郡豊山町 名古屋空港内）
- 運航所（東京、静岡、名古屋）

## 保有機体

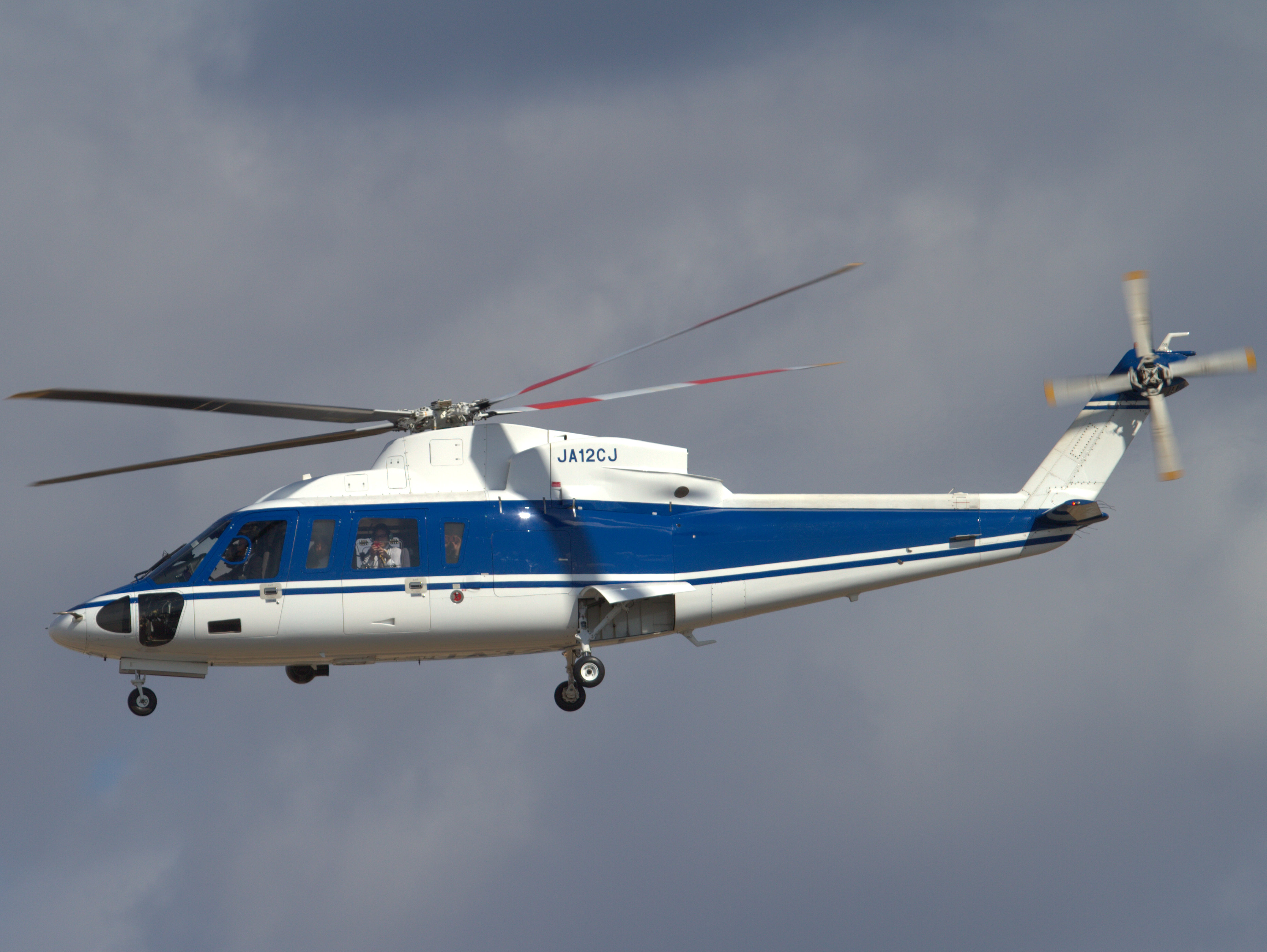
JA12CJ

- S-76：2機